# Po sledeh prihodnosti (TV-serija)
Po sledeh prihodnosti (izvirno FlashForward) je ameriška znanstvenofantastična drama, ki jo je ABC predvajal med 24. septembrom 2009 in 27. majem 2010. Serija je posneta po noveli FlashForward kanadskega pisatelja Robert J. Sawyerja.
Ko nepojasnjen katastrofalen dogodek povzroči, da v istem trenutku za dve minuti in 17 sekund izgubi zavest celotna populacija sveta, vsi dobijo vpogled v lastno prihodnost. Nato pa se prebudijo v kaos. Poznavanje usode bo spremenilo življenja vseh ljudi in jih soočilo z vprašanjem: je usodo mogoče spremeniti? In kako bi sprememba usode enega posameznika vplivala na usode drugih?

## Sezone
| Sezone   | Epizode | Prvič predvajano na ABC           | Prvič predvajano na TV3        |
| -------- | ------- | --------------------------------- | ------------------------------ |
| 1.sezona | 22      | 24. september 2009 - 27. maj 2010 | 8. marec 2010 - 11. julij 2010 |

### Prva sezona
Nenadoma, brez opozorila, vsi ljudje na svetu izgubijo zavest za dve minuti in sedemnajst sekund ter vidijo niz dogodkov iz lastne prihodnosti, ki se bodo odvili 29. aprila 2010 ob 22:00 po pacifiškem času. Agent FBI Mark Benford se skupaj s sodelavci trudi razvozlati vzroke dogodka, najti krivce, ter preprečiti nov takšen dogodek . Pri tem pa jim je v pomoč mozaik prebliskov, ki so jih doživeli ljudje.

## Glavni igralci
- Joseph Fiennes (posebni agent FBI Mark Benford)
- John Cho (posebni agent FBI Demetri Noh)
- Jack Davenport (dr. Lloyd Simcoe)
- Zachary Knighton (dr. Bryce Varley)
- Peyton List (Nicole Kirby)
- Dominic Monaghan (dr. Simon Campos)
- Brían F. O'Byrne (Aaron Stark)
- Courtney B. Vance (pomočnik direktorja FBI Stanford Wedeck)
- Sonya Walger (dr. Olivia Benford)
- Christine Woods (posebna agentka FBI Janis Hawk)

## Nagrade in priznanja
- 2009 Nominacija za nagrado People's Choice (najboljša nova TV drama)
- 2010 Nominacija za nagrado Image (najboljša stranska igralka Gabrielle Union)